# Misje dyplomatyczne w Korei Północnej
Misje dyplomatyczne w Korei Północnej – przedstawicielstwa dyplomatyczne w Koreańskiej Republice Ludowo-Demokratycznej. Lista pomija ambasadorów wizytujących i konsulów honorowych.

## Wprowadzenie
W początkowym okresie swojego istnienia Korea Północna utrzymywała stosunki dyplomatyczne jedynie z innymi krajami komunistycznymi. W latach 50. i 60. władze północnokoreańskie zaczęły zawierać także stosunki z niemarksistowskimi państwami postkolonialnymi i niezaangażowanymi. W latach 70. rozwinięto relacje o państwa Europy Zachodniej, głównie z krajami z silnymi wpływami partii lewicowych lub deklarującymi neutralność.
Ciosem dla zagranicznych relacji państwa był upadek komunizmu w bloku wschodnim, gdy państwa będące dotychczasowymi sojusznikami, na czele ze Związkiem Sowieckim i Chińską Republiką Ludową, przestały uważać rząd KRLD za jedyny legalny rząd koreański i otworzyły swoje ambasady także w Seulu. Ponadto część państw tego rejonu zamknęło swoje ambasady w Pjongjangu. Wśród nich były m.in. Albania, Jugosławia, Jemen Południowy czy Węgry.

## Misje dyplomatyczne w Korei Północnej
Wszystkie przedstawicielstwa mają swoją siedzibę w Pjongjangu.
UWAGA: W związku z wprowadzonymi przez północnokoreańskie władze restrykcjami przeciwko COVID-19 (m.in. bezwzględnym zakazem przyjazdu do Korei Północnej od stycznia 2020, co uniemożliwiało rotację personelu i przesył poczty dyplomatycznej) oraz kryzysem gospodarczym w kraju, skutkującym niedoborem podstawowych towarów i leków, część państw w 2020 i w 2021 zawiesiło działalność swoich placówek. Państwa te oznaczono poniżej kursywą.
| - Bułgaria - Czechy - Niemcy - Polska - Rosja - Rumunia - Szwecja - Wielka Brytania | - Chiny - Indie - Indonezja - Iran - Kambodża - Laos - Malezja - Mongolia - Pakistan - Palestyna - Syria - Wietnam | - Egipt - Nigeria | - Brazylia - Wenezuela - Kuba |

## Misje dyplomatyczne przy innych państwach z dodatkową akredytacją w Korei Północnej
Ambasady części państw, znajdujące się głównie w Pekinie i Seulu, utrzymują stosunki dyplomatyczne z przedstawicielami Korei Północnej. Część ambasadorów jest także akredytowanych w Korei Północnej, jednak rząd północnokoreański nie zawsze wyraża zgodę na przedstawienie listów uwierzytelniających przez ambasadorów rezydujących w innych państwach.

## Misje konsularne w Korei Północnej
uwzględniono jedynie konsulaty zawodowe
- Konsulat Generalny Chin w Ch’ŏngjin
- Konsulat Generalny Rosji w Ch’ŏngjin

## Inne
- Biuro Współpracy i Działań Kulturalnych w Pjongjangu[a][d][3]
- Biuro Współpracy Szwajcarskiej Agencji Rozwoju i Współpracy w Pjongjangu[a][e][3]
- Włoskie Biuro Współpracy Rozwojowej w Pjongjangu[a][f][3]